# Соната для віолончелі і фортепіано (Дебюссі)
Соната для віолончелі і фортепіано ре мінор CD 144 (L 135) — твір Клода Дебюссі, написане в 1915 році в рамках незакінченого циклу «Шість сонат для різних інструментів, складених Клодом-Ашиля Дебюссі, французьким музикантом».
Соната має тричастинну структуру:
- I. Prologue: Lent, sostenuto e molto risoluto
- II. Sérénade: Modérément animé
- III. Final: Animé, léger et nerveux

— дві останні частини граються attacca (без перерви).

## Історія
Цикл творів під назвою «Шість сонат для різних інструментів, складених Клодом-Ашиля Дебюссі, французьким музикантом» Дебюссі задумав у 1915 році. Проте написати йому вдалося тільки три: сонату для віолончелі та фортепіано, сонату для флейти, альта і арфи і сонату для скрипки і фортепіано.
На титульному аркуші кожної з них було вміщено, за бажанням автора, стилізоване під видання XVIII століття заголовок. Крім того, були додані такого роду: «Перша, для віолончелі з фортепіано. Наступна буде для флейти, альта і арфи». Адреса видавництва також давався в старовинному стилі: «У Парижі у Дюрана, біля церкви Мадлен». Відтворюючи обкладинки часів Куперена і Рамо, Дебюссі як би готував виконавця і слухача до свого творчого задуму, ратував за звернення до дорогої йому музичної традиції, що йде від Куперена і Рамо, закликав до відродження французьких витоків мелодії, ритму, істинних французьких рис — ясності, легкості, точності, химерності.
Перше виконання сонати відбулося в Лондоні 4 березня 1916 року (Чарльз Ворік Еванс і Етель Хобдей). 24 березня 1917 р. соната вперше прозвучала у Франції в рамках авторського концерту Дебюссі, який особисто акомпанував віолончелістові Жозефу Сальмону.
В даний час соната входить в репертуар більшості видатних віолончелістів. Серед французьких віолончелістів XX століття сонату виконували П'єр Фурньє, Андре Наварра, Поль Тортельє, Моріс Жандрон. У СРСР сонату Дебюссі грали Мстислав Ростропович, Данило Шафран, Марк Флідерман та інші.

## Характеристика
Соната для віолончелі з фортепіано Дебюссі є яскравим прикладом поєднання характерних особливостей французького імпресіонізму з іспанською музичною основою. Сонаті притаманна властива французька легкість, вишуканість виконавських засобів, витонченість у стилізації танцювальних ритмів, прагнення до сюітності. У той же час сонаті в сильній мірою позначилася тривожна атмосфера передвоєнного часу і почала Першої світової війни.
Складається з трьох частин, причому розмір і темп кожної з них збільшується від першої до останньою. У другій частині зміни відбуваються також всередині — крайні частини написані в темпі Modérément, а середина — Vivace.
Соната досить різноманітна у віолончельних прийомах виконання. У сонаті використовується різноманітна пасажному штрихова техніка, чергування pizzicato и arco, pizzicato glissando, flautando, гра у грифа та інші барвисті прийоми, які підкреслюють культ мінливості станів, руху, примхливість музики. Характерна риса — використання в партії віолончелі крайніх регістрів.
У листі до видавця Ж. Дюраном композитор писав 5 серпня 1915:

Не мені судити про її досконалість, але я люблю її пропорції і форму — майже класичну в хорошому сенсі слова.

Розмовляючи в 1915 році з Морісом Марешаля, який надалі вважався неперевершеним інтерпретатором сонати, композитор розповів, що, пишучи Серенаду, він уявляв собі маріонетку П'єро, на якийсь час отримала можливість зображувати людські почуття, щоб незабаром, проте, повернутися до свого байдужому виглядом.